# Pertamina
Pertamina (ex Perusahaan Pertambangan Minyak dan Gas Bumi Negara, in italiano: Azienda mineraria, gas naturale e petrolio statale) è un'azienda statale indonesiana con sede a Giacarta. Fu creata nel 1968 dalla fusione di Pertamin (fondata nel 1961) e Permina (fondata nel 1957).
Nel 2014 è la seconda più grande azienda produttrice di petrolio grezzo in Indonesia dopo la statunitense Chevron Pacific Indonesia. Nel 2013, per la prima volta, Pertamina si è classificata 122ª nell'elenco Fortune Global 500 con una rendita di 70,9 miliardi di dollari. È l'unica azienda indonesiana a far parte di questa lista.
Dalla stagione 2024 è main sponsor del VR46 Racing Team nel mondiale MotoGP e Moto2.